# ЮЗЗЗ
«ЮЗЗЗ» — российский криминально-драматический сериал. Производством проекта занималась компания Russian World Studios. Рабочее название сериала — «Ю́го-За́пад».
Цифровая премьера двух первых серий сериала планировалась в онлайн-кинотеатре Premier 1 марта 2022 года, но была перенесена на 24 мая 2022 года. Новые серии размещались еженедельно по вторникам и четвергам. Заключительная серия первого сезона вышла 14 июня 2022 года.
Телевизионная премьера сериала состоялась 29 августа 2022 года на телеканале ТНТ. Серии выходили с понедельника по четверг в 22:00.
9 марта 2023 года сериал был продлён на второй сезон, также стало известно что действие второго сезона не будут снимать в городе Ростов-на-Дону, а в каком городе и когда состоятся съёмки второго сезона, не сообщается.

## Сюжет
В спальном районе на юго-западе Ростова-на-Дону меряются силой две группировки парней. Молодой программист Равиль влюбляется в Элю, племянницу одного из криминальных авторитетов, и ступает на скользкий путь с целью заполучить быстрых денег и поскорее завоевать сердце девушки.

## Актёры и роли

### В главных ролях
| Актёр             | Роль          |
| ----------------- | ------------- |
| Кузьма Котрелёв   | Равиль        |
| Антон Кузнецов    | Дым           |
| Мария Мацель      | Эля           |
| Таша Цветкова     | Лена          |
| Дмитрий Чеботарёв | Старый        |
| Мария Машкова     | Полина        |
| Гела Месхи        | Кока          |
| Юрий Насонов      | Паша          |
| Евгений Харитонов | Сергей Пашаев |
| Дарья Мельникова  | Луша          |

### В ролях
| Актёр             | Роль        |
| ----------------- | ----------- |
| Виталия Корниенко | Тася        |
| Софья Игнатова    | Нателла     |
| Марина Клещёва    | баба Люба   |
| Фарди Самедов     | Осман       |
| Александр Аверин  | Гена        |
| Эльшан Алескеров  | Пепе        |
| Андрей Ребенков   | Ментяра     |
| Евгений Санников  | Боев        |
| Полина Романова   | Катя        |
| Людмила Дорошева  | мама Равиля |
| Александр Лобанов | Лебедь      |
| Илья Шаф          | Андрик      |
| Станислав Колодуб | Чек         |
| Евгений Антонов   | Ига         |
| Аслан Томаев      | Вито        |
| Владимир Устюгов  | Каша        |
| Полина Ястребова  | Мэри        |
| Дарья Котрелёва   | Варя        |
| Евгений Анисимов  | Док         |
| Залим Мирзоев     | Грегор      |
| Владимир Рузанов  | Ларин       |

## Эпизоды
| Сезон | Сезон | Серии | Период трансляции     |
| ----- | ----- | ----- | --------------------- |
|       | 1     | 8     | 24 мая — 16 июня 2022 |

### Описание серий
| № серии | Описание серии | Дата премьеры |
| ------- | --- | ------------- |
| 1       | На Юзе собирается вечеринка, где местный красава Равиль знакомится с настоящей принцессой Элей. Равиль — начинающий программист, Эля — из богатой семьи, во главе которой стоит криминальный авторитет Кока. Их знакомство с первой секунды не сулит обоим ничего хорошего. Хотя бы потому, что Рав устраивается на работу к Дыму — главному врагу Коки. | 24 мая 2022   |
| 2       | Дым помогает Раву выбраться из непростой передряги и платит ему серьезные деньги за четко выполненное задание. Чувствуя себя миллионером, Рав отправляется в ночной клуб, принадлежащий Коке, в надежде увидеть там Элю. Планы парня рушит его бывшая девушка Лена.                                                                                      | 24 мая 2022   |
| 3       | Дым узнает о том, что в одной из школ на Юз где он сам когда-то учился, люди Коки вовсю продают наркоту. Дым избивает одного из торговцев и поручает своим пацанам наказать остальных. Рав получает новое задание от Дыма. | 26 мая 2022   |
| 4       | Рав приглашает Элю на турнир по стрит-баскету, где его команда вдребезги проигрывает команде Османа, правой руки Коки. Эля, желая поддержать Рава, приглашает его к себе. Тем временем по наводке Коки склад Дыма накрывает наркополиция. | 31 мая 2022   |
| 5       | Разборку Османа и Рава прерывает полиция, их обоих арестовывают и доставляют в отделение. Кока помогает Раву выйти и предлагает работать на него. Пока Дым трясет должников, его покровители взрывают мойку Коки и организовывают на него покушение. | 2 июня 2022   |
| 6       | Брат Лены с толпой отморозков похищает Элю. Кока, узнав об этом, посылает своих людей на поиски. С помощью Рава он находит Лену, которая приводит их к месту, где находится едва живая Эля. После случившегося Кока отправляет дочь в Америку, не дав Раву возможности попрощаться с ней.                                                                | 7 июня 2022   |
| 7       | Дым берет опустошенного произошедшим Рава на новое дело. Они разыскивают Лушу — бывшую девушку барыги Дуды, крепко задолжавшего Дыму. Вместе с Лушей они приезжают в дом к Дуде, обнаруживают там следы кровавой разборки, тело убитого хозяина дома и сумку денег.                                                                                      | 9 июня 2022   |
| 8       | Рав просит Дыма помочь освободить его лучшего друга Пашу, арестованного полицией. Но Дым отказывает, он не вписывается за тех, кто «крысятничает». Рав бросается к Коке, который обещает помочь Паше в обмен на услугу. Рав должен будет забрать деньги, которые Дым обязан передать своему покровителю в полиции.                                       | 14 июня 2022  |

## Производство
В основу сценария Стаса Иванова легли воспоминания о юго-западе Москвы 15-20-летней давности, однако в процессе работы над проектом было принято решено снять его в Ростове-на-Дону.
Юго-запад сокращённо «ЮЗ» — это художественный элемент. В Ростове-на-Дону официально такого округа нет, зато есть Западный район. Самый неблагополучный в городе — другой микрорайон, Чкаловский.
Съёмки проекта стартовали 15 июня 2021 года в Ростове-на-Дону.
Последние сцены сериала в течение двух недель снимали в Москве в сентябре 2021 года. Кроме центра Ростова съёмочная группа побывала и в окрестностях города, а также в Батайске, Таганроге и Азове. Попали в объектив оператора проекта и Центральный рынок в Ростове, улица Станиславского, переулок Чехова, клуб «Эмбарго», Гребной канал и многое другое.
Для рэпера Fardi (Фарди Самедова) роль в сериале стала дебютной.
У актёра Антона Кузнецова в спине остались осколки после съёмок одной из драк.
Одним из важных элементов сериала стало музыкальное сопровождение. В качестве референсов команда использовала фильм Люка Бессона «Такси 2», в котором прозвучали работы многих исполнителей французского рэпа. В «ЮЗЗЗе» кинематографисты также стремились представить срез современного хип-хопа. Всего для сериала написано около 40 песен, без учёта композиторских работ Кази.

## Мнения о сериале
Сериал получил неоднозначные оценки критиков и журналистов.
- Глеб Губарев, «Комсомольская правда»:

Безусловно, лишь тот, кто побывал (а лучше — пожил) в Ростове, может понять, насколько точно этот колорит передан на экране, но почему-то верится, что в реальности всё именно так и есть.
- Маша Токмашева, «Кино-театр.ру»:

«ЮЗЗЗ» поначалу всеми силами пытается играть в молодёжно-криминальную драму о первой любви, первых потерях и первых серьёзных компромиссах, выводя в авангард Равиля и его романтическую линию, по всем канонам списанную с Ромео и Джульетты (финал тут, кажется, тоже будет далеко не оптимистичным). И дуэт Кузьмы Котрелёва и Марии Мацель — свежих лиц отечественного кино — добавляет этой линии множество плюсов. Однако, очевидно, что режиссёра и автора сценария Стаса Иванова гораздо больше интересуют герои уже повзрослевшие и в первую очередь Дым в уникальном исполнении Антона Кузнецова, порядком соскучившегося по главным ролям. Его Дым, словно Король Лир, хочет наконец расстаться с престолом, но страсти в Ростове-на-Дону хоть и шекспировские, но не до такой же степени, чтобы смешивать все пьесы в один сериал.
- Максим Ершов, Film.ru:

«ЮЗЗЗ» разваливается на две неравные части, которые связывает Равиль. И если за его отношениями с Элей (пусть и с предсказуемыми взлётами и падениями) любопытно наблюдать, то пацанская эстетика откровенно утомляет. Видимо, российская сериальная индустрия и дальше будет топтаться на месте, продолжая упиваться криминальными разборками и крутыми бандитами, которые не могут связать двух слов, зато рулят на районе. Массовой культуре пора хорошенько призадуматься и перестать восхищаться ребятами из подворотни. Даже если добавить к традиционным ингредиентам хип-хоп и уличный баскетбол, лучше не становится.
- Елена Зархина, «Газета.ru»:

...во многом сериал Иванова о том, как сложно избавиться от прошлого и решиться шагнуть в будущее, о том, как губительны привычные паттерны и выученная беспомощность. А ещё о том, что мир, пропитанный насилием, потом и кровью, конечен и однажды уничтожит сам себя. И одна из возможностей спасения в этой обречённой парадигме — смелость протеста против зла.
- Василий Степанов, «Коммерсантъ-Weekend»:

Чтобы стать по-настоящему мощным высказыванием, «ЮЗЗЗу» не хватает именно того пространства, где могли бы развернуться многочисленные герои второго плана — так, чтобы клан Дыма стал кланом Сопрано. Восьми эпизодов маловато, если в них нужно вместить и историю первой любви Рава к царевне на районе, и вечные бандитские разборки двух равно уважаемых семей, и сюжет с полицейским агентом под прикрытием. В итоге цельности и складности «ЮЗЗЗу», пожалуй, не хватает. Оттого, наверное, не получается разглядеть в его развлекательно-криминальной фактуре и какое-то всеобъемлющее высказывание о России (каким, без сомнения, стали «Немцы»). Разве что желание махнуть в Ростов-на-Дону будет крепнуть у зрителя от серии к серии. Пока герои колесят на машинах и электричках между Таганрогом и Батайском, камера откровенно любуется южным пейзажем. Что ж, развитие внутреннего туризма — это важно.
- Юлия Шагельман, «Коммерсантъ»:

...проект не претендует на злободневность и глубину, играя на поле несколько устаревшей уголовной романтики, однако держит внимание за счёт локального колорита и качественных актёрских работ.
- Алексей Литовченко, «КиноРепортёр»:

Сериал «ЮЗЗЗ» со всех сторон позиционируют как «Ромео и Джульетту» (вариант — «Вестсайдскую историю») в антураже бандитского Ростова. Однако это, во-первых, сильно упрощённое определение, а во-вторых, не совсем верное. Хотя бы потому, что шекспироподобная романтическая линия подходит к концу задолго до финала самого сериала. И конец этот на порядок более жестокий. Те малолетки из Вероны вообще, считай, легко отделались по сравнению с их ростовскими подражателями.
- Клара Хоменко, Time Out:

...здесь очень слабый, местами нелепый сценарий. Но прелесть в том, что он с лихвой компенсируется фантастической актёрской игрой, ростовской фактурой и отличной режиссёрской и операторской работой. В результате получается что-то вроде грустной сказки о российской глубинке, где уже не 90-е, но и точно не светлое будущее.
- Шамиль Керашев, «Российская газета»:

«ЮЗЗЗ» играючи жонглирует жанрами, успевая побыть сентиментальным, драматичным, смешным, жутким — да в принципе каким угодно, а чтобы мало не показалось, радует ещё и превосходной картинкой. Камера то ловко прыгает героям на закорки, имитируя иммерсивную репортажную съёмку, то с размаху ныряет в тёплые азовские воды, то любуется бархатными облаками — и, конечно, всюду находит тонны пресловутого колорита.
- Илона Егиазарова, главный редактор «Вокруг ТВ»:

Перепридумать заново историю Ромео и Джульетты, рассказать её так захватывающе, словно не было «Вестсайдской истории», создать жгучую атмосферу южного города, в котором орудуют яркие персонажи; сопроводить каждый драматический поворот классно подобранной музыкой... Одному из самых въедливых режиссёров Стасу Иванову удаются сложные задачи. И спасибо ему за открытие мощнейшего актёра Антона Кузнецова, потенциал которого просто обязаны теперь использовать в кино.